# Forró Antal
Forró Antal (Kézdimartonos, 1924. március 7. – Kolozsvár, 1982. augusztus 11.) erdélyi magyar festő, grafikus, Forró Ágnes apja.

## Élete és munkássága
Kézdimartonosi, kézdivásárhelyi, sepsiszentgyörgyi tanulóévei után 1950-1956 között a kolozsvári Ion Andreescu Képzőművészeti Főiskolán tanult. 1960–1982 között ugyanott volt tanár. Kolozsváron élt és alkotott, de soha nem lett hűtlen szülőföldjéhez. Tájképművészetében a Nagy Istvánra utaló hagyományokat folytatta. Előszeretettel művelte a pasztelltechnikát. 1957-től több erdélyi városban szervezett kiállítást. Banner Zoltán szerint Forró Antalt a székely festőiskola jelentős művészegyénisége.

### Egyéni kiállítások
- 1983 – Korunk Galéria, Kolozsvár
- 1999 – Városi Múzeum, Kézdivásárhely (lányával, Forró Ágnessel)
- 2005 – Gy. Szabó Béla Galéria, Kolozsvár
- 2009 – Céhtörténeti Múzeum, Kézdivásárhely

### Csoportos kiállítások (válogatás)
- 2000 – Miklóssy Gábor növendékei, Vigadó Galéria, Budapest
- 2008 – Kolozsvár, Takács Galéria állandó tárlata, Százhalombatta
- 2009 – Barabás Miklós Céh 80 éves jubileumi tárlata, Gyárfás Jenő Képtár, Sepsiszentgyörgy